# Ratibor (Polaben)
Ratibor, auch Ratse oder Ratze († 1043) war ein Fürst der westslawischen Polaben. 
Er war der einzige namentlich bekannte Führer dieses Stammes.

## Leben
Ratibor war Samtherrscher des Gesamtverbandes der Abodriten. Er war der einzige Vertreter der Polaben, der in dieser Funktion erwähnt wurde.
Adam von Bremen berichtete:

„Der Herzog der Slawen (dux Slavorum) Ratibor wurde von den Dänen erschlagen. Er war Christ und ein sehr mächtiger Herr unter den Barbaren. Er hatte acht Söhne, Fürsten der Slawen, die alle von den Dänen erschlagen wurden, als sie ihren Vater zu rächen suchten.“

.
Danach zogen die Abodriten mit ihrem ganzen Heer nach Dänemark plündernd bis Ripen.
Am 22. September 1043 kam es zur Schlacht auf der Lürschauer Heide.
Nachfolger als Samtherrscher der Abodriten wurde Gottschalk.
Die isländische Heimskringla-Saga aus dem 12. Jahrhundert berichtete ebenfalls über Kämpfe eines slawischen Herrschers Rettibur mit Dänen.

## Ratzeburg
Der Name von Ratzeburg leitete sich wahrscheinlich von einem Ratibor ab.
Möglicherweise war er der Namengeber.